# The Clown (album)
| Recensione     | Giudizio |
| -------------- | -------- |
| Allmusic       | [ 1 ]    |
| Piero Scaruffi | 6.5/10   |

The Clown è un album di Charles Mingus registrato e pubblicato nel 1957 da Atlantic Record con lo pseudonimo i SD-1260. Successore di Pithecanthropus Erectus del 1956, presenta l'improvvisata narrazione di Jean Shepherd. 
Pubblicata nel 2000 la versione deluxe contenente due tracce bonus. 
Secondo alcune note riportate nella copertina dell'album, scritte da Nat Hentoff, Mingus ha dato una spiegazione della scelta dei quattro brani per l'album: «Ho selezionato questi quattro e questi altri due che erano complicati perché alcuni di quei ragazzi avevano detto che non facevo abbastanza swing».

## Tracce
Tutte le tracce sono scritte da Charles Mingus.
1. Haitian Fight Song – 12:04
2. Blue Cee – 7:55
3. Reincarnation Of A Lovebird – 8:36
4. The Clown – 12:12

### Tracce bonus dell'edizione deluxe
1. Passions of a Woman Loved – 9:52
2. Tonight at Noon – 5:57

## Formazione
- Charles Mingus - basso
- Shafi Hadi - sax alto e tenore
- Jimmy Knepper - trombone
- Wade Legge - pianoforte
- Dannie Richmond - batteria
- Jean Shepherd - voce narrante